# Адене ле Руа
Адене ле Руа (Adenet le Roi 1240, Брабант, Фландрія, тепер Бельгія — 1300) — менестрель і трувер, старофранцузький поет.

Жив при дворі герцога Генріха III Брабантського (1248-61) і графа фландрського Гвідо де Дампьєра, якого супроводжував в його поході в Італію в 1269, користувався також заступництвом королеви Марії Французької, Бланки Кастильської і дочки Людовика IX Святого.
Адене ле Руа, розквіт діяльності якого відноситься до другої половини XIII століття, відомий як автор трьох поем з легенд про Карла Великого: «Berte aux grans piés» (паризьке видання, 1832 і +1836, Шелера, — Брюссель, 1874), " Les enfances Ogier "(вид. Шелера, Брюс., 1874) і " Bueves de Commarchis " (вид. Шелера, Брюс., 1874), написаних александрійськими віршами, а також придворного лицарського роману " Cleomades ", в яких він є майстерним оповідачем поширених легенд і з яких три перші поеми представляють останню спробу зацікавити придворний клас французьким національним епосом.